# Escadron de chasse 1/5 Vendée
Escadron de chasse 1/5 Vendée je bývalá bojová jednotka letectva Francie. Před svým rozpuštěním byla vybavena stroji Mirage 2000C/RDI a sídlila na základně Orange-Caritat. Její letouny byly označeny trupovými kódy 5-NA až 5-NZ.

## Historie

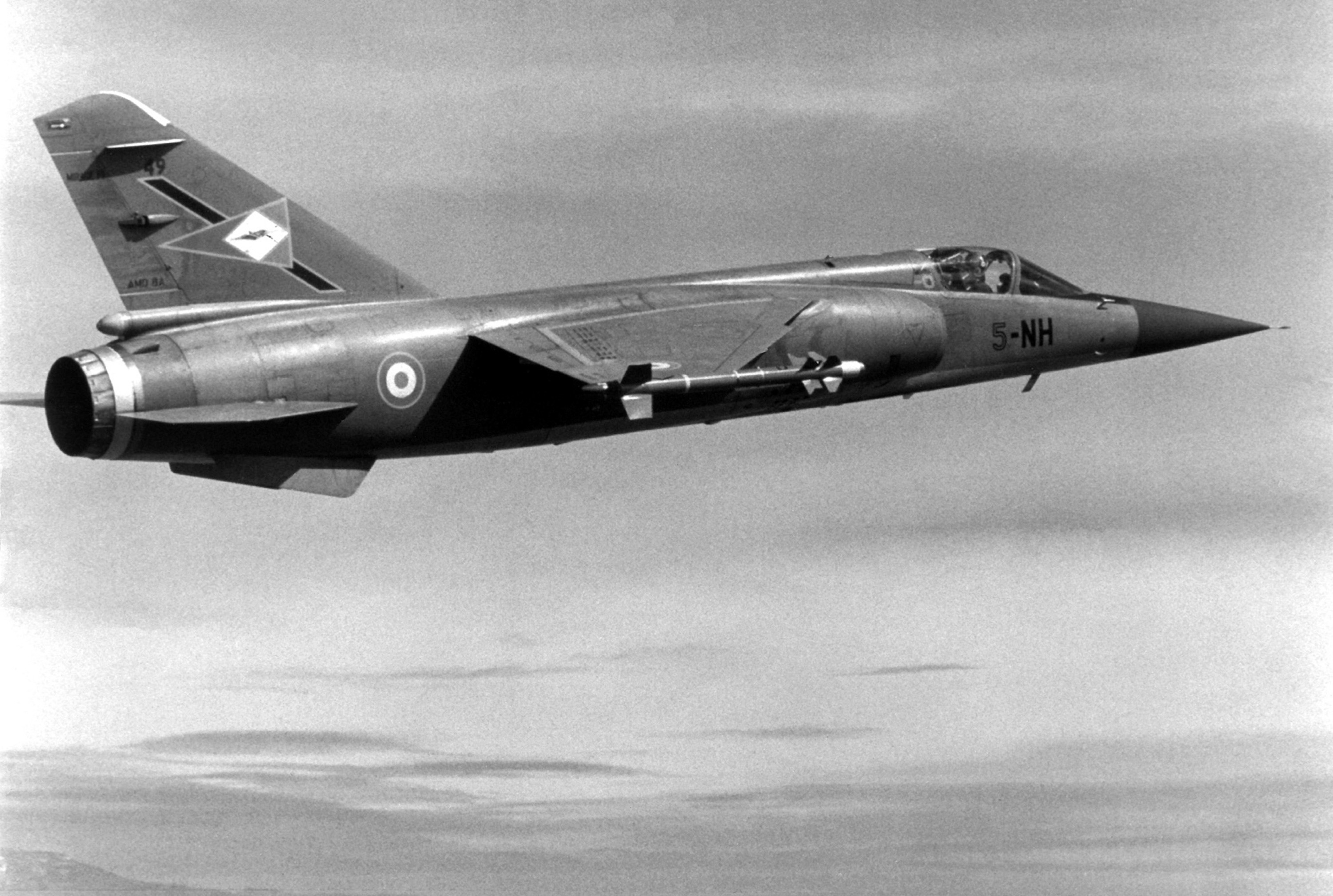
Mirage F1 perutĕ v letu

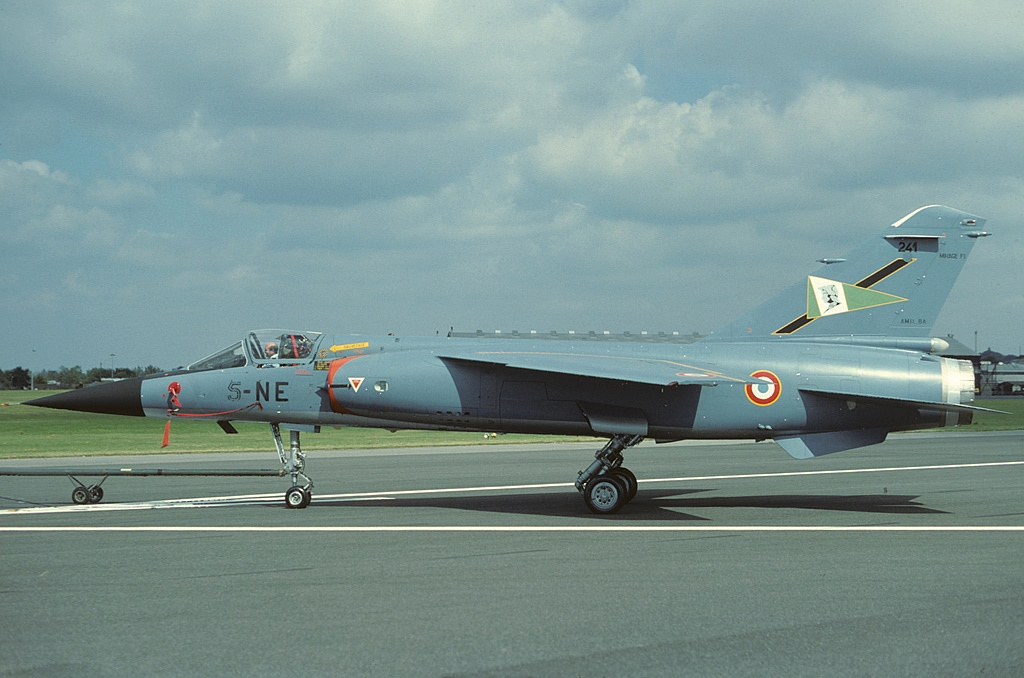
Mirage F1C perutĕ 1/5 ve Farnborough, 1980

Vznikla v dubnu 1949 jako Groupe de chasse 1/5 „Vendée“, přeznačením Groupe de chasse 1/5 „Travail“, jako součást 5e escadre de chasse (5. stíhací eskadry). Vybavená stroji Bell P-63 Kingcobra se o několik měsíců později zapojila do války v Indočíně. Zde provedla téměř 3000 bojových operací a byla dvakrát citována v rozkazech. V roce 1950 se navrátila do metropolitní Francie, na základnu Orange-Caritat. Zde byla přejmenována na Escadron de chasse 1/5 „Vendée“ a přezbrojena na proudové stroje de Havilland Vampire.
Poté, co se zúčastnila války v Alžírsku, byla postupně vybavena stroji Dassault Mystère II (leden 1957), Mystère IV (leden 1958), Super Mystère B2 (leden 1961), Mirage IIIC (červenec 1966) a Mirage F1C (březen 1975). Podílela se také na nasazení Francouzského letectva v Africe, zejména v Džibutsku a Čadu (operace Manta).
V červenci 1988 peruť obdržela stroje Dassault Mirage 2000C/RDI. S nimi byla nasazena v Perském zálivu (operace Daguet) a v Bosně a Hercegovině (operace Salamandre). Letouny EC 1/5 „Vendée“ byly také hlavními aktéry filmu Chevaliers du ciel z roku 2005.
Jednotka byla rozpuštěna 29. června 2007 z důvodů reorganizace Armée de l'air a při té příležitosti bylo dvanáct (deset jednomístných a dva dvojmístné) z jejích dvaceti pěti strojů Mirage 2000 prodáno Brazílii.

## Letky
- SPA 26 „Cigogne“
- SPA 124 „Jeanne d'Arc“
- C 46 „Trident“

## Základny
- Base aérienne 115 Orange-Caritat

## Letouny
- de Havilland Vampire (1950-1954)
- S.N.C.A.S.E. Mistral (1954-1956)
- Dassault Mystère II (1957)
- Dassault Mystère IV (1958-1960)
- Dassault Super Mystère B2 (1961-1966)
- Dassault Mirage IIIC (červenec 1966-1975)
- Dassault Mirage F1C (1975-1988)
- Dassault Mirage 2000C/RDI (1988-2007)